# طقوس إدخالية
الطقوس الإدخالية أو طقوس التلقين أو شعائر التلقين أو طقوس المُسَارَّة أو الإدخال الديني أو التنسيب أو التربية الروحية العرفانية الباطنية (بالإنجليزية: Initiation)‏ تعتبر من الطقوس النموذجية لطقوس العبور. وهذا ما نلاحظه لدى سكان أستراليا الأصليين، وخصوصاً فيما يتعلق بعبور الصغار من مرحلة الطفولة إلى مرحلة البلوغ حيث يصبحون أشخاصاً فعالين في الحياة الاجتماعية. وهي، أيضًا، طقوس تُقام بمناسبة الدخول أو القبول أو البدء في مجموعة أو مجتمع. وهي طقوس تلقين الأسرار (بالإنجليزية: Initiation Rituales)‏ والتي كانت تجري قديما عندما يشرع الصبيان باجتياز عمرهم نحو مراحل الشباب والرجولة وكانت تجري أيضا لتهيئة بعض الكهنة العاديين إلى مراتب کهنوتية سرية تجعل منهم سحرة أو عرافين أو منجمين.

## تاريخ
كانت طقوس التلقين تجرى في احتفالات دينية سرية تقتصر على المؤمنين بهذا الدين ومن رجال الدين بشكل خاص، حين يراد تلقين المرشح الديني الجديد الذي يجب أن يتلقى التاريخ السري للأسطورة الأساسية للإله. ورغم أن هذه الأسطورة معروفة للجميع ومنهم المرشح، لكن على هذا المرشح أن يعيشها بنفسه وأن يصل إلى تفسير باطني خاص بها يُكْشَف فيها المعنى الحقيقي لتراجيديا الإله - الإلهة.
بمعنى موسع، يمكن أن تشير الطقوس الإدخالية أيضًا إلى تحول حيث «يولد من جديد» ذلك المُلَقَن إلى دور جديد. قد تشمل أمثلة طقوس التلقين التعميد المسيحي، أو القبول في منظمة أخوية، أو جمعية سرية أو نظام ديني، أو التخرج من المدرسة أو تدريب التجنيد. يُطلق على الشخص الذي يتلقى في حفل التلقين في الطقوس التقليدية، مثل تلك الموضحة في هذه الصور، اسم المُلقَّن أو المَسَارَر.